# Syllepte obscuralis
Syllepte obscuralis là một loài bướm đêm trong họ Crambidae.